# Zamenis persicus
Zamenis persicus är en ormart som beskrevs av Franz Werner 1913. 
Zamenis persicus ingår i släktet Zamenis och familjen snokar. IUCN kategoriserar arten globalt som otillräckligt studerad. Inga underarter finns listade i Catalogue of Life.
Arten förekommer i norra Iran vid Kaspiska havet samt i angränsande områden av Azerbajdzjan. Den vistas i låglandet och i bergstrakter upp till 1700 meter över havet. Habitatet kan vara torra bergsskogar men ormen besöker även andra landskap. Ibland gömmer sig individer i ruiner. Honan lägger 4 till 9 ägg per tillfälle.